# Pietro Liberi
Pietro Liberi, född 1614 i Padua, död 1687 i Venedig, var en italiensk konstnär.
Pietro Liberi anses ha haft Alessandro Varotari som sin förste lärare men sökte i sin konst främst inspiration från Tizians arbeten. Han tillhörde en generation som försökte förvalta arvet från 1500-talets berömda mästare. Den venetianska konsten hade vid hans tid blivit en exportaartiel och Liberi blev en resande konstnär som åtog sig uppdrag i stort sett runt hela Medelhavet.